# Южно-Сахалинский институт (филиал) Российского экономического университета имени Г. В. Плеханова
Южно-Сахалинский институт (филиал) Российского экономического университета им. Г. В. Плеханова — государственное высшее учебное заведение, расположенное в Южно-Сахалинске. С 2012 года является филиалом Российского экономического университета им. Г.В. Плеханова. До 2012 года институт входил в состав Российского государственного торгово-экономического университета. Готовит специалистов для предприятий торговли, общественного питания, гостиничного сервиса и туризма, финансово-банковской системы и других коммерческих структур внешнего и внутреннего рынка, а также для организаций и учреждений юридической направленности.

## История института
История института началась в 1946 году, когда распоряжением Совета министров СССР в Александровске-Сахалинском был создан Техникум советской торговли. В 1955 году техникум был переведен в Южно-Сахалинск. В 1991 году на учебной базе техникума, Морозовым Владимиром Васильевичем был образован Южно-Сахалинский филиал Московского коммерческого института. С 1995 года филиал именовался  Южно-Сахалинским институтом коммерции Московского коммерческого университета. В 1999 году преобразован в Южно-Сахалинский институт (филиал) Московского Государственного университета коммерции. С 2002 года именовался Южно-Сахалинским институтом (филиалом) государственного образовательного учреждения высшего профессионального образования «Российский государственный торгово-экономический университет». В 2012 году РГТЭУ вместе со всеми своими филиалами был включен в состав РЭУ им. Плеханова.
Первый Ректор института 1991 - 2008гг Морозов Владимир Васильевич.
В 2016 году вошёл в список нерентабельных филиалов РЭУ им. Г.В. Плеханова и был закрыт.